# Галга (река)
Галга (мађ. Galga) је река у Мађарској.

## Географски положај
- Галга је речица у северној Мађарској, у жупанији Ноград и лева је притока Зађве.

## Ток реке
- Галга извире у Черхат планинама (мађ. Cserhát-hegység), код Сандаји врха (мађ. Szandai-hegy), у жупанији Ноград и тече Алфелдом (мађ. Alföld), до града Јасфењсару (мађ. Jászfényszaru), где се улива у Зађву.